# David Jarolím
David Jarolím (Čáslav, 17 maggio 1979) è un ex calciatore ceco, di ruolo centrocampista.

## Biografia
Anche suo fratello Lukáš Jarolím era un calciatore, mentre loro padre Karel Jarolím è l'allenatore del Mladá Boleslav. Il cugino, Marek Jarolím era anch'egli un calciatore.

## Carriera

### Club
Ha esordito in Gambrinus Liga nel 1995 con la maglia dello Slavia Praga. Nel 1997 viene ceduto ai tedeschi del Bayern Monaco, con il quale gioca una sola partita in tre stagioni (dal 1997 al 2000). Nel 2000 si trasferisce al Norimberga, dove gioca quattro stagioni, di cui due da titolare. Nel 2003 si trasferisce all'Amburgo, squadra nella quale milita e della quale è il capitano. Nella stagione 2006-07 ha potuto partecipare alla Champions League. Nel 2012 è stato acquistato per mezza stagione dalla squadra francese dell'Évian TG.

### Nazionale
Tra il 1999 e il 2002 gioca diversi incontri con la Nazionale Under-21. Partecipa all'Europeo Under-21 del 2000 in Slovacchia: realizza due reti contro l'Olanda che consente ai cechi di vincere l'incontro per 3-1. La squadra arriva in finale dove si arrende 2-1 contro l'Italia.
Dal 2005 al 2009 è stato un giocatore della Nazionale ceca, con la quale ha esordito l'8 ottobre 2005 nella sconfitta per 2-0 contro i Paesi Bassi. Successivamente ha partecipato ai Mondiali 2006 in Germania e al Europeo 2008 in Austria e Svizzera.
In totale ha racimolato 30 presenze e 1 rete (segnata nel successo per 7-0 contro San Marino) con la nazionale maggiore.

## Statistiche

### Cronologia presenze e reti in Nazionale
| Cronologia completa delle presenze e delle reti in nazionale ― Rep. Ceca | Cronologia completa delle presenze e delle reti in nazionale ― Rep. Ceca | Cronologia completa delle presenze e delle reti in nazionale ― Rep. Ceca | Cronologia completa delle presenze e delle reti in nazionale ― Rep. Ceca | Cronologia completa delle presenze e delle reti in nazionale ― Rep. Ceca | Cronologia completa delle presenze e delle reti in nazionale ― Rep. Ceca | Cronologia completa delle presenze e delle reti in nazionale ― Rep. Ceca | Cronologia completa delle presenze e delle reti in nazionale ― Rep. Ceca |
| Data                                                                     | Città                                                                    | In casa                                                                  | Risultato                                                                | Ospiti                                                                   | Competizione                                                             | Reti                                                                     | Note                                                                     |
| ------------------------------------------------------------------------ | ------------------------------------------------------------------------ | ------------------------------------------------------------------------ | ------------------------------------------------------------------------ | ------------------------------------------------------------------------ | ------------------------------------------------------------------------ | ------------------------------------------------------------------------ | ------------------------------------------------------------------------ |
| 8-10-2005                                                                | Praga                                                                    | Rep. Ceca                                                                | 0 – 2                                                                    | Paesi Bassi                                                              | Qual. Mondiali 2006                                                      | -                                                                        | 76’                                                                      |
| 26-5-2006                                                                | Innsbruck                                                                | Rep. Ceca                                                                | 2 – 0                                                                    | Arabia Saudita                                                           | Amichevole                                                               | -                                                                        | 64’                                                                      |
| 30-5-2006                                                                | Jablonec nad Nisou                                                       | Rep. Ceca                                                                | 1 – 0                                                                    | Costa Rica                                                               | Amichevole                                                               | -                                                                        | 46’                                                                      |
| 22-6-2006                                                                | Norimberga                                                               | Rep. Ceca                                                                | 0 – 2                                                                    | Italia                                                                   | Mondiali 2006 - 1º turno                                                 | -                                                                        | 64’                                                                      |
| 16-8-2006                                                                | Uherské Hradiště                                                         | Rep. Ceca                                                                | 1 – 3                                                                    | Serbia                                                                   | Amichevole                                                               | -                                                                        | 44’ 55’                                                                  |
| 7-10-2006                                                                | Liberec                                                                  | Rep. Ceca                                                                | 7 – 0                                                                    | San Marino                                                               | Qual. Euro 2008                                                          | 1                                                                        |                                                                          |
| 11-10-2006                                                               | Dublino                                                                  | Irlanda                                                                  | 1 – 1                                                                    | Rep. Ceca                                                                | Qual. Euro 2008                                                          | -                                                                        | 82’                                                                      |
| 15-11-2006                                                               | Praga                                                                    | Rep. Ceca                                                                | 1 – 1                                                                    | Danimarca                                                                | Amichevole                                                               | -                                                                        | 25’ 46’                                                                  |
| 28-3-2007                                                                | Liberec                                                                  | Rep. Ceca                                                                | 1 – 0                                                                    | Cipro                                                                    | Qual. Euro 2008                                                          | -                                                                        |                                                                          |
| 2-6-2007                                                                 | Cardiff                                                                  | Galles                                                                   | 0 – 0                                                                    | Rep. Ceca                                                                | Qual. Euro 2008                                                          | -                                                                        | 65’                                                                      |
| 22-8-2007                                                                | Vienna                                                                   | Austria                                                                  | 1 – 1                                                                    | Rep. Ceca                                                                | Amichevole                                                               | -                                                                        | 46’                                                                      |
| 8-9-2007                                                                 | Serravalle                                                               | San Marino                                                               | 0 – 3                                                                    | Rep. Ceca                                                                | Qual. Euro 2008                                                          | -                                                                        | 69’                                                                      |
| 12-9-2007                                                                | Praga                                                                    | Rep. Ceca                                                                | 1 – 0                                                                    | Irlanda                                                                  | Qual. Euro 2008                                                          | -                                                                        | 89’                                                                      |
| 5-2-2008                                                                 | Strovolos                                                                | Rep. Ceca                                                                | 0 – 1                                                                    | Grecia                                                                   | Amichevole                                                               | -                                                                        |                                                                          |
| 26-3-2008                                                                | Copenaghen                                                               | Danimarca                                                                | 1 – 1                                                                    | Rep. Ceca                                                                | Amichevole                                                               | -                                                                        | 73’                                                                      |
| 27-5-2008                                                                | Praga                                                                    | Rep. Ceca                                                                | 2 – 0                                                                    | Lituania                                                                 | Amichevole                                                               | -                                                                        | 83’                                                                      |
| 30-5-2008                                                                | Teplice                                                                  | Rep. Ceca                                                                | 3 – 1                                                                    | Scozia                                                                   | Amichevole                                                               | -                                                                        | 46’                                                                      |
| 7-6-2008                                                                 | Basilea                                                                  | Svizzera                                                                 | 0 – 1                                                                    | Rep. Ceca                                                                | Euro 2008 - 1º turno                                                     | -                                                                        | 87’                                                                      |
| 11-6-2008                                                                | Ginevra                                                                  | Rep. Ceca                                                                | 1 – 3                                                                    | Portogallo                                                               | Euro 2008 - 1º turno                                                     | -                                                                        | 85’                                                                      |
| 15-6-2008                                                                | Ginevra                                                                  | Turchia                                                                  | 3 – 2                                                                    | Rep. Ceca                                                                | Euro 2008 - 1º turno                                                     | -                                                                        | 39’                                                                      |
| 20-8-2008                                                                | Londra                                                                   | Inghilterra                                                              | 2 – 2                                                                    | Rep. Ceca                                                                | Amichevole                                                               | -                                                                        | 46’                                                                      |
| 15-10-2008                                                               | Teplice                                                                  | Rep. Ceca                                                                | 1 – 0                                                                    | Slovenia                                                                 | Qual. Mondiali 2010                                                      | -                                                                        | 33’ 66’                                                                  |
| 19-11-2008                                                               | Serravalle                                                               | San Marino                                                               | 0 – 3                                                                    | Rep. Ceca                                                                | Qual. Mondiali 2010                                                      | -                                                                        | 70’                                                                      |
| 11-2-2009                                                                | Casablanca                                                               | Marocco                                                                  | 0 – 0                                                                    | Rep. Ceca                                                                | Amichevole                                                               | -                                                                        | 46’                                                                      |
| 1-4-2009                                                                 | Praga                                                                    | Rep. Ceca                                                                | 1 – 2                                                                    | Slovacchia                                                               | Qual. Mondiali 2010                                                      | -                                                                        |                                                                          |
| 12-8-2009                                                                | Teplice                                                                  | Rep. Ceca                                                                | 3 – 1                                                                    | Belgio                                                                   | Amichevole                                                               | -                                                                        | 46’                                                                      |
| 5-9-2009                                                                 | Bratislava                                                               | Slovacchia                                                               | 2 – 2                                                                    | Rep. Ceca                                                                | Qual. Mondiali 2010                                                      | -                                                                        | 65’                                                                      |
| 9-9-2009                                                                 | Uherské Hradiště                                                         | Rep. Ceca                                                                | 7 – 0                                                                    | San Marino                                                               | Qual. Mondiali 2010                                                      | -                                                                        | 55’                                                                      |
| 10-10-2009                                                               | Praga                                                                    | Rep. Ceca                                                                | 2 – 0                                                                    | Polonia                                                                  | Qual. Mondiali 2010                                                      | -                                                                        | 78’                                                                      |
| 14-10-2009                                                               | Praga                                                                    | Rep. Ceca                                                                | 0 – 0                                                                    | Irlanda del Nord                                                         | Qual. Mondiali 2010                                                      | -                                                                        | 75’                                                                      |
| Totale                                                                   |                                                                          | Presenze                                                                 | 30                                                                       |                                                                          | Reti                                                                     | 1                                                                        |                                                                          |

## Palmarès

### Club

#### Competizioni nazionali
- Campionato ceco: 1

Slavia Praga: 1995-1996
- Coppa della Repubblica Ceca: 1

Slavia Praga: 1996-1997
- Coppa di Lega tedesca: 3

Bayern Monaco: 1997, 1998, 1999
- Coppa di Germania: 2

Bayern Monaco: 1997-1998, 1999-2000
- Campionato tedesco: 2

Bayern Monaco: 1998-1999, 1999-2000
- Campionato tedesco di seconda divisione: 1

Norimberga: 2000-2001

#### Competizioni internazionali
- Coppa Intertoto UEFA: 2

Amburgo: 2005, 2007